# Graeme Revell
Graeme Charles Revell, född 23 oktober 1955 i Auckland på Nya Zeeland, är en nyzeeländsk musiker och kompositör. På 1980-talet var han ledare för musikgruppen SPK. Sedan 1990-talet har han främst varit musikkompositör, inom både film och TV.
Graeme Revell har bland annat gjort musik till filmer som Lugnt vatten (1989), The Crow (1994), Street Fighter (1994), Mighty Morphin Power Rangers: Filmen (1995), From Dusk Till Dawn (1996), Den onda cirkeln (1996), Helgonet (1997), Förhandlaren (1998), Bride of Chucky (1998), Titan A.E. (2000), Lara Croft: Tomb Raider (2001), Daredevil (2003), Freddy vs. Jason (2003), och Sin City (2005). Han har samarbetat med David Twohy, och komponerat musiken till hans filmer Below, Pitch Black, Chronicles of Riddick och Riddick. 
Revell har åtta gånger vunnit musikpriset BMI Film Music Award, samt har även har fått ta emot en AACTA Award.

## Arbeten (i urval)

### Långfilmer

#### 1989–1999
- 1989 – Lugnt vatten
- 1990 – Eldmärkt
- 1990 – Den onda dockan 2
- 1990 – Dödlig hemlighet
- 1991 – Ondskans hus
- 1991 – Till världens ände
- 1992 – Handen som gungar vaggan
- 1992 – Love Crimes
- 1992 – Blodröda spår
- 1993 – Älska till döds
- 1993 – Boxing Helena
- 1993 – Mord i det tysta
- 1993 – Svart oskuld
- 1993 – Fjärran, så nära!
- 1993 – Hard Target
- 1993 – Ghost in the Machine
- 1994 – Flykten från Absolom
- 1994 – The Crow
- 1994 – Street Fighter
- 1995 – Tank Girl
- 1995 – På driven i New York
- 1995 – Mighty Morphin Power Rangers: Filmen
- 1995 – Killer: A Journal of Murder
- 1995 – Blodsband
- 1995 – Strange Days
- 1996 – From Dusk Till Dawn
- 1996 – Den onda cirkeln
- 1996 – Jakten
- 1996 – The Crow: City of Angels
- 1997 – Helgonet
- 1997 – Spawn
- 1997 – Chinese Box
- 1997 – Suicide Kings
- 1998 – The Big Hit
- 1998 – Mord i Phoenix
- 1998 – Strike!
- 1998 – Förhandlaren
- 1998 – Lulu on the Bridge
- 1998 – Bride of Chucky
- 1998 – Belägringen
- 1999 – Idle Hands
- 1999 – Three to Tango
- 1999 – Bats

#### 2000–2008
- 2000 – Pitch Black
- 2000 – Skvaller
- 2000 – Titan A.E.
- 2000 – Calle 54
- 2000 – Red Planet
- 2001 – Dubbelt upp
- 2001 – Blow
- 2001 – Human Nature
- 2001 – Lara Croft: Tomb Raider
- 2002 – Collateral Damage
- 2002 – High Crimes
- 2002 – Below
- 2003 – Daredevil
- 2003 – Freddy vs. Jason
- 2003 – Out of Time
- 2003 – Open Water
- 2004 – Walking Tall
- 2004 – Chronicles of Riddick
- 2005 – Assault on Precinct 13
- 2005 – Sin City
- 2005 – På äventyr med Sharkboy och Lavagirl
- 2005 – Goal!
- 2005 – Harsh Times
- 2005 – The Fog
- 2005 – Æon Flux
- 2006 – Man of the Year
- 2007 – Bordertown
- 2007 – Marigold
- 2007 – Planet Terror
- 2007 – The Condemned
- 2007 – Darfur Now
- 2007 – Awake
- 2008 – The Ruins
- 2008 – Street Kings
- 2008 – Pineapple Express

#### 2010–2013
- 2010 – Unthinkable
- 2010 – The Experiment
- 2011 – Shark Night
- 2013 – Riddick

### TV-filmer
- 1990 – Psycho IV: The Beginning
- 1998 – Dennis slår till igen

### TV-serier
- 1988 – Bangkok Hilton (TV-serie)
- 2000 – Dune (TV-serie)
- 2001 – Anne Frank: The Whole Story (TV-serie)
- 2002–2003 – CSI: Miami (TV-serie)
- 2008–2009 – Eleventh Hour (TV-serie)
- 2009–2010 – The Forgotten (TV-serie)
- 2009–2010 – Dark Blue (TV-serie)
- 2012 – The River (TV-serie)
- 2014–2015 – Gotham (TV-serie)

### Spel
- 2005 – Call of Duty 2
- 2005 – Call of Duty 2: Big Red One